# Sarcostoma subulatum
Sarcostoma subulatum är en orkidéart som beskrevs av Rudolf Schlechter. Sarcostoma subulatum ingår i släktet Sarcostoma och familjen orkidéer.
Artens utbredningsområde är Sulawesi. Inga underarter finns listade i Catalogue of Life.